# Шитробово
Шитробово — деревня в Сокольском районе Вологодской области.
Входит в состав Архангельского сельского поселения, с точки зрения административно-территориального деления — в Архангельский сельсовет.
Расположена при впадении реки Шитробовка в Сухону. Расстояние до села Архангельское — 3 км, до Сокола — 5 км. Ближайшие населённые пункты — Лендобово, Ертебино, Рязанка.
Название деревни Шитробово происходит из саамского языка и означает «зимняя деревня, место торговли пушниной».
По переписи 2002 года население — 1 человек.